# Craniectomía descompresiva
Craniectomía descompresiva es un procedimiento quirúrgico en el que parte del cráneo se elimina para otorgar espacio para expandirse a una inflamación del cerebro. La parte del cráneo que se extrae se llama hueso de solapa o colgajo óseo. Su uso en cirugía es controversial.

## Indicaciones
Se realiza sobre las víctimas de un traumatismo encéfalo craneano (TEC) y los accidentes cerebrovasculares. 
A pesar de que el procedimiento se considera de último recurso, algunos datos indican que mejorara en gran medida los resultados de la reducción de la presión intracraneal (PIC).
La craniectomía descompresiva también se utiliza para manejar grandes daños, que se asocian con el infarto cerebral y la hipertensión intracraneal.

## Complicaciones
Las infecciones como la meningitis o Absceso cerebral puede ocurrir después de este procedimiento de neurocirugía.